# Crash Bandicoot 4: The Wrath of Cortex
2001-ben a Traveller’s Tales megjelenteti az első PlayStation 2-re, Xbox-ra és GameCube-ra is megjelenő epizódot a Crash Bandicoot: The Wrath of Cortex-et, A cím magyarra fordítva „Cortex haragja”. A történet arról szól, hogy Cortex egy szuper, izompacsirta, pusztító szörnyet hoz létre, célja hogy végezzen Crashsel. Ez nem más mint Crunch Bandicoot. És Uka Uka előhívja a négy elem maszkjait. A víz, a tűz, a levegő és a föld maszkot. És ezek a maszkok segítenek Crunchnak azzal, hogy természetfeletti erőket adnak neki. A játékban mindegyik ellenfél Crunch, kivéve a legutolsót. Ezt a részt leginkább a Crash 3-hoz lehet hasonlítani, mivel szinte ugyanaz a Warp Room-ok elrendezése is. A gyémántok ugyanazt a szerepet töltik be.Ezen felül persze ne feledkezzünk meg a jó öreg titkos pályákat megnyitó gyémántokról sem.

## Szereplők
- Crash Bandicoot- A már jól ismert főhős
- Coco Bandicoot – Crash húga
- Crunch Bandicoot – Cortex legújabb alkotása
- Aku Aku – A jó maszk
- Uka Uka – A rossz maszk
- Rok-Ko – A föld elem maszkja
- Py-Ro – A tűz elem maszkja
- Wa-Wa – A víz elem maszkja
- Lo-Lo – A levegő elem maszkja
- N. Cortex – Crash legnagyobb ellensége
- N. Tropy – Az idő ura
- N. Gin – Cortex leghűbb szolgája
- Dingodile – Cortex egyik mutánsa
- Tiny Tiger – Cortex egyik mutánsa